# Koshantschikovius latecinctus
Koshantschikovius latecinctus är en skalbaggsart som beskrevs av Leon Fairmaire 1903. Koshantschikovius latecinctus ingår i släktet Koshantschikovius och familjen Aphodiidae. Inga underarter finns listade i Catalogue of Life.